# Graves-Saint-Amant
Graves-Saint-Amant – gmina we Francji, w regionie Nowa Akwitania, w departamencie Charente. W 2013 roku liczba ludności wynosiła 346 mieszkańców.
Gmina została utworzona 1 stycznia 1997 roku z połączenia dwóch ówczesnych gmin: Graves oraz Saint-Amant-de-Graves.